# Organização Latino-Americana de Energia
A Organização Latino-Americana de Energia (OLADE) é uma organização intergovernamental internacional criada em 1973, por meio do Convênio de Lima, para incentivar o melhor uso dos recursos energéticos dos países da América Latina. A OLADE criou várias usinas hidroeléctricas binacionais, como por exemplo Itaipu, criada pelo Brasil e pelo Paraguai no Rio Paraná.